# 푸신 몽골족 자치현

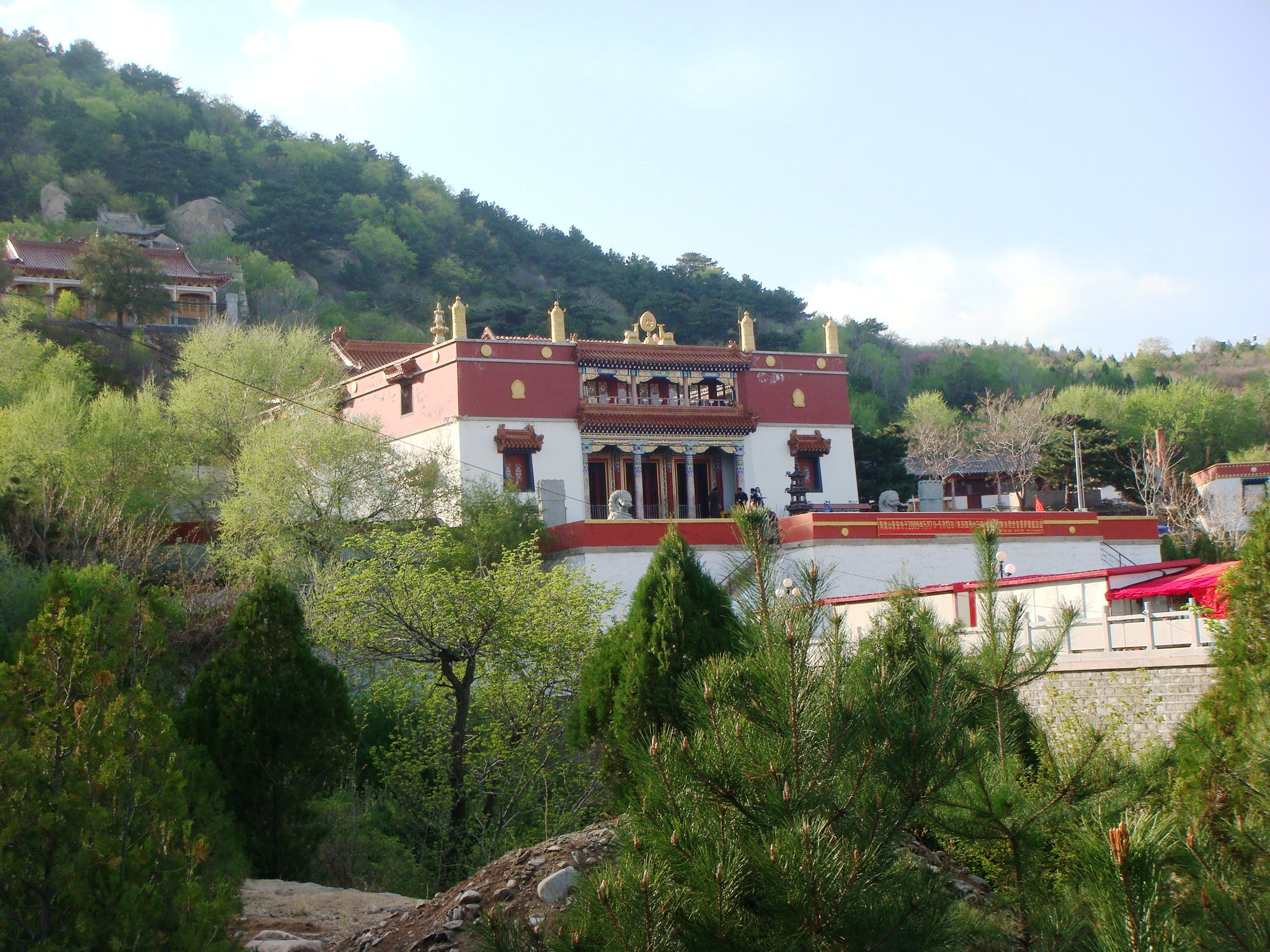

푸신 몽골족 자치현(한국어: 부신몽골족자치현, 중국어: 阜新蒙古族自治县, 병음: Fùxīn Měnggǔzú Zìzhìxiàn, 몽골어: Фүшиний Монгол өөртөө засах шянь / ᠹᠦᠰᠢᠨ
 ᠦ
ᠮᠣᠩᠭᠣᠯ
ᠦᠨᠳᠦᠰᠦᠲᠡᠨ
ᠦ
ᠥᠪᠡᠷᠲᠡᠭᠡᠨ
ᠵᠠᠰᠠᠬᠤ
ᠰᠢᠶᠠᠨ)은 중화인민공화국 랴오닝성 푸신 시의 행정구역이다. 넓이는 6246km2이고, 인구는 2007년 기준으로 730,000명이다.

## 행정 구역
20개 진, 15개 향을 관할한다.
- 진: 阜新镇, 东梁镇, 佛寺镇, 伊玛图镇, 旧庙镇, 务欢池镇, 建设镇, 大巴镇, 泡子镇, 十家子镇, 王府镇, 于寺镇, 富荣镇, 新民镇, 福兴地镇, 平安地镇, 沙拉镇, 大固本镇, 大五家子镇, 大板镇.
- 향: 蜘蛛山乡, 卧凤沟乡, 八家子乡, 哈达户稍乡, 塔营子乡, 扎兰营子乡, 招束沟乡, 苍土乡, 老河土乡, 七家子乡, 红帽子乡, 紫都台乡, 化石戈乡, 太平乡, 国华乡.